# Vellinge IP
Vellinge IP är en idrottsplats i Vellinge i Skåne. Idrottsplatsen anlades 1952 och ägs av Vellinge kommun. 
1999 moderniserades idrottsplatsen till sin nuvarande utformning och är sedan dess hemvist för friidrottsföreningen IK Finish, fotbollsföreningen Vellinge IF och fotbollsföreningen Vellinge FF Vellinge tennisklubb.
Utanför idrottsplatsens entré står det för platsen karaktäristiska ljusblå-vit-randiga vattentorn som invigdes 1966.. 
På idrottsplatsen finns sex rundbanor, tre hoppgropar, en fullstor kastbur för diskus- och släggkastning samt ytor för spjutkastning, kulstötning, höjdhopp och stavhopp. Inne på området finns klubbstugor och två tennisbanor. Ytterligare två tennisbanor finns öster om idrottsplatsen där det sedan 2018 också finns en konstgräsplan för fotboll som kompletterar de två naturgräsplaner som finns inne på idrottsplatsen.

## Stora arrangemang
Stafett-SM arrangerades av IK Finish 2002 på Vellinge IP. Därefter har även Junior-SM 2003, Junior- och Ungdoms-SM 2011 samt Ungdoms-SM 2016 arrangerats på idrottsplatsen.
Årligen arrangeras friidrottstävlingen Finish Games på Vellinge IP.